# Parque Nacional Los Glaciares

O Parque Nacional Los Glaciares localiza-se na região da Patagônia Argentina no sudoeste da Província de Santa Cruz, Argentina, sendo o segundo maior do país. O parque foi instituído pelo governo em 1937, e batizado Los Glaciares pois a área do parque nacional abriga inúmeros glaciares (os maiores do mundo, excetuando-se os da Antártida). 
O parque é limitado a oeste pela fronteira chileno-argentina entre os paralelos 49º 15´ e 50º 50´ Sul (desde o Cerro Chaltén até ao Cerro Stokes) abarcando parte do Campos de Gelo Sul e todos os glaciares que descem destes até ao lado oriental
O exuberante Lago Argentino localiza-se no Parque Nacional Los Glaciares e em seu entorno encontram-se o Glaciar Perito Moreno (o mais famoso), o Glaciar Spegazzini, o Glaciar Upsala e o Glaciar Onelli. 
Da sua fauna destacam-se o condor, o puma, o huemul (cervo andino), o guanaco, o nandu-de-darwin, o culpeo e o touro selvagem. 

Em termos de flora encontram-se árvores da família Nothofagus como a lenga, o ñire e o coihue e também coníferas como o cipreste-da-patagónia, sendo importante também a presença de um arbusto de frutos saborosos o berberis buxifolia. A zona oriental do parque é maioritariamente estepe onde predominam o neneo, o coirón, a llareta e la jara. 

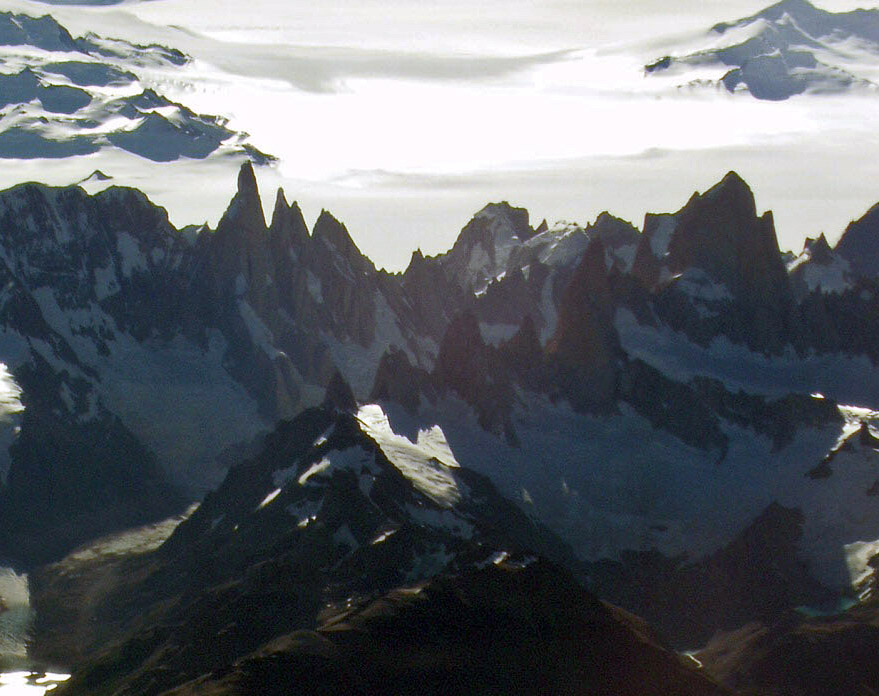
Vista aérea dos picos Cerro Torre (esq) e Fitz Roy

## Patrimônio Mundial-UNESCO
Em 1981 passou a integrar a Lista do Patrimônio Mundial da UNESCO.
| “ | Por el reconocimiento colectivo de la Comunidad de Naciones expresado en los artículos de la convención del Patrimonio Mundial EL PARQUE NACIONAL LOS GLACIARES ha sido inscripto en la lista del PATRIMONIO NATURAL MUNDIAL. Estos glaciares, generados hace siglos y aún milenios en las crestas de las montañas, son testimonio remanente de enormes masas idénticas que dominaron parte del planeta durante los últimos dos millones de años y que presenciaron el fantástico episodio del nacimiento de la humanidad. Que el hombre sepa preservar este sitio y más aún, preservarse a sí mismo para que las generaciones futuras puedan contemplar este relicto de la edad del hielo. Octubre de 1981. | ” |

Parte do glaciar Spegazzini caindo